# Jacinto de Barrios y Jáuregui
Jacinto de Barrios Leal y Jáuregui Militar. Originario de Cádiz, España. Gobernador de la Provincia de Coahuila de febrero de 1759 al 10 de septiembre de 1765 y del 10 de diciembre de 1765 al 6 de febrero de 1768. En este último año se estableció una estancia llamada San Juan de Sabinas, origen del nombre del actual municipio.
Como militar entró al servicio de la corona Española aproximadamente en el año de 1718 y fue nombrado teniente coronel de caballería durante las campañas contra los italianos. Fue nombrado gobernador y capitán general del estado de Texas en 1751, arribando a Los Adaes en junio de ese año. Los eventos durante su administración incluyeron la fundación del Presidio de San Agustín de Ahumada así como la fundación de la misión de Santa Cruz de San Sabá y el Presidio de San Sabá.
Durante el verano de 1756 Ángel de Martos y Navarrete fue designado gobernador de Texas, y Barrios recibió la gobernatura de Coahuila, pero los nombramientos fueron intercambiados para permitir que Barrios se quedara un tiempo más en Texas hasta 1759, para completar la fundación del Presidio de San Agustín de Ahumada y un asentamiento civil cercano. Barrios hizo una gran fortuna con el comercio de pieles con los indígenas bidais, orcoquizas y otros grupos de la región, con un estricto control de la industria; compraba bienes de los franceses en Nanchitoques y les vendía pieles. Estas acciones contribuyeron a que fuera el gobernador de Texas más criticado por sus prácticas de contrabando con los franceses de la Luisiana. Sirvió dos mandatos como gobernador de Coahuila después de dejar Texas.